# Christer Lundh (sångare)
Lars Christer Lundh, född 4 februari 1945 i Lommarp, Vinslövs församling, Kristianstads län, död 31 maj 2020 i Hjärnarps distrikt, Skåne län, var en svensk vissångare och -forskare.
Lundh var sedan sin ungdom intresserad av skånska visor, vilka han själv framförde på genuint Göingemål. Han har för Skånes musiksamlingar gjort en mängd ljudupptagningar av visor hos äldre personer i de skånska bygderna.
Lundh har tillsammans med Rigmor Sylvén sammanställt vissamlingen Visor i Skåne med tillhörande ljudkassetter, utgiven 1983 av Utbildningsradion. Han har också haft egna programserier i Radio Kristianstad och Radio Malmöhus.
På 1990-talet drog Lundh igång folklig sångstuga tillsammans med några vissjungande kollegor, Bo Anders Dahlskog, Lotta Folkesson och Roland Gottlow. Man bildade Skånska Kören som har till syfte att bevara och levandegöra gamla skånska visor och deras traditioner.
Lundh utnämndes till Årets skåning 1993. Han tilldelades Nordiska museets medalj för hembygdsvårdande gärning 2013. Han var sedan många år bosatt i Hjärnarp.

## Diskografi
- 1982 – Visor och låtar från Skåne (LP, Amalthea AM 21)
- 1984 – Skånska bitar (LP, Amalthea AM 37)
- 1986 – Toner från tassemarkerna och slätten (LP, Amalthea AM 56)
- 1987 – Förnyelse och tradition (diverse artister, LP, Kristianstads läns landsting, LLL 125-87)
- 1990 – Den lille mannen (LP, Amalthea AM 75)
- 1994 – Di bästa bidana (CD, Amalthea CDAM 89)
- 1995 – Trössale (CD, Amalthea CDAM 87)
- 2002 – Grovt & Grant. Folkliga visor från Skåne (CD, LUN 001)
- 2009 – Di gamlaste bidana (CD, Nordic Tradition NTCD 13)